# Amaru Villanueva Rance
Amaru Villanueva Rance (La Paz, 1985 - Londres, 18 de septiembre de 2022) fue un cientista social, e investigador boliviano, reconocido sobre todo por ser uno de los impulsores de la Biblioteca del Bicentenario de Bolivia, una colección de textos considerados indispensables para comprender el país. También fue director del Centro de Investigaciones Sociales fundado por el Movimiento al Socialismo y dependiente de la Vicepresidencia del Estado Plurinacional de Bolivia.

## Formación profesional y legado
Hijo del músico folklórico boliviano Adrián Villanueva y de la investigadora inglesa Susanna Rance, Amaru se formó en Filosofía, Política y Economía y cursó sus estudios de máster en Ciencias Sociales de Internet en la Universidad de Oxford y candidato doctoral en Sociología por la Universidad de Essex, en Inglaterra. En Bolivia fue director del Centro de Investigaciones Sociales y de la Biblioteca del Bicentenario de Bolivia, así como fundador de la revista Bolivian Express, coeditor de la publicación de opinión política El Desacuerdo, coordinador de proyectos en la Fundación Friedrich Ebert Stiftung y catedrático en la Universidad Católica Boliviana. Fue vinculado a la izquierda boliviana por haber ayudado en eventos de la vicepresidencia boliviana con académicos marxistas como David Harvey, y Marta Harnecker. También tuvo relación directa con Juan Ramón Quintana y Álvaro García Linera, quienes apreciaron su posicionamiento etno-socialista en Bolivia.

## Publicaciones

### Monografías[10]
- Encuesta Mundial de Valores en Bolivia 2017 (co-investigador). La Paz: CIS, 2018

### Compilación
- Bolivia Out of Sight: Postcards from the Unreported. La Paz: Plural, 2016. (coordinador y co-autor)
- Clases medias y otras luciérnagas. La Paz: Friedrich Ebert Stiftung y Oxfam, 2024. (Compilación de artículos y tesis doctoral; edición de homenaje póstuma).

### Artículos y capítulos
- «La clase media imaginada». En: Bitácora Intercultural 1 (1). 69-84. 2019.[11]
- «Clases a medias» (en edición) - «The Changing Contours of Bolivian Middle Classes». En: Revolutions in Bolivia. 2019.
- «La Biblioteca del Bicentenario de Bolivia: entre el rescate y la creación». En: Martín Zelaya (coord.) Síntoma de época. La Paz: Editorial 3600. 2018.
- «Las clases medias y la democracia: cuatro aproximaciones (y media) a la relación entre clase social y preferencia política en Bolivia». En: Andamios 7 (3). 107-120. 2018.

## Fallecimiento
Amaru murió a los 36 años a causa de un cáncer en el cerebro en un hospital en Londres. Un par de meses antes de su muerte, compartió en un podcast de la BBC algunas reflexiones sobre su inminente partida. Personalidades bolivianas como Evo Morales Ayma, Samuel Doria Medina y el presidente Luis Arce Catacora compartieron sus condolencias a través de sus redes sociales.